# Кашкашьян, Ким
Ким Кашкашьян (англ. Kim Kashkashian, род. 31 августа 1952[…], Детройт, Мичиган) — американская альтистка армянского происхождения.

## Биография
Училась в Филадельфийской музыкальной академии у Карен Татл. В 1980 получила вторую премию на Международном конкурсе имени Лайонела Тертиса.

## Репертуар и сотрудничество
Исполнительница широкого диапазона, в её репертуаре сочинения И. С. Баха, Моцарта, Шуберта, Шумана, Брамса, Бартока, Хиндемита, Шостаковича, Пендерецкого, Берио, Бетси Жолас, Элени Караиндру, Шнитке, Губайдулиной, Пярта, Канчели, Мансуряна, Этвёша, Бетти Оливеро и др.
Часто выступает с саксофонистом Яном Гарбареком, перкуссионисткой Робин Шулковски, клавесинистом Робертом Хиллом, пианистом Робертом Левиным. Преподает в Европе (Фрайбург, Берлин) и США.

## Избранная дискография
- 1975 Asturiana
- 1986 Elegies
- 1995 Ulysses' Gaze Soundtrack
- 2000 Hommage à Robert Schumann
- 2000 Lachrymae
- 2000 Bartok / Eötvös / Kurtág
- 2001 Mozart — Kremer / Kashkashian / Yo-Yo Ma
- 2002 Voci, Naturale
- 2003 Hayren
- 2004 Monodia
- 2009 Neharot

## Педагогическая деятельность
Преподавала во Фрайбурге и Берлине. В настоящее время преподает в консерватории Новой Англии. Среди её учеников — Шейла Браун, Юлия Ребекка Адлер, Лим Сун Ли, Димут Поппен и др.

## Кашкашьян в кино
К. Кашкашьян снималась в фильме Ж. Л. Годара «Германия: девять — ноль» (1991), она была одним из исполнителей музыки к фильму Тео Ангелопулоса «Взгляд Улисса» (1995).

## Награды
- 2-я премия на Международном конкурсе имени Лайонела Тертиса (1980)
- Каннская премия за классическую музыку (2001).
- Музыкальная премия Эдисона (Нидерланды, 2003).
- «Грэмми» в номинации «Лучшее классическое инструментальное соло» (2013)[1][2][3][4]